# Ostia (film)
Ostia è un film del 1970 diretto da Sergio Citti.

## Trama
Ostia, fine anni sessanta. Rabbino e Bandiera sono due fratelli, omosessuali inconsapevoli, che vivono di espedienti, rubando e commettendo violenze contro il prossimo, dopo un'infanzia infelice vissuta all'ombra di un padre ubriacone e convintamente anarchico e una madre fervente cattolica.
Un giorno i due fratelli, usciti per un ennesimo furto, scoprono una ragazza che dorme su un prato e la portano nella loro baracca. La giovane, che si chiama Monica, inizialmente non sembra suscitare alcuna attrazione nei due, che la trattano piuttosto come una sorella minore; ben presto però i tre giovani entrano sempre più in intimità, instaurando un rapporto sempre più profondo e arrivando a confessarsi a vicenda i lati oscuri del proprio passato: Rabbino e Bandiera da bambini avevano fatto volare il padre giù da una finestra quando era ubriaco, uccidendolo.
L'equilibrio, già in bilico per la gelosia che sta nascendo fra i due fratelli a causa della bellissima ragazza che ora vive con loro, si infrange quando Bandiera e Rabbino vengono arrestati; in carcere i due ricevono una visita da Monica, che ha chiesto di essere registrata come convivente di Bandiera: è l'inizio di un crescendo di eventi che porteranno alla morte di quest'ultimo per mano del fratello.